# Klucz 8
Klucz 8, oznaczający „głowę” – jeden z 23 kluczy Kangxi składających się z dwóch kresek.
W słowniku Kangxi pod tym kluczem umieszczono 38 znaków.

## Znaki zawierające klucz 8
| Kreski                 | Znak                |
| ---------------------- | ------------------- |
| bez dodatkowych kresek | 亠                  |
| 1 dodatkowa kreska     | 亡                  |
| 2 dodatkowe kreski     | 六 卞 亢 亣         |
| 4 dodatkowe kreski     | 交 亥 亦 产（簡軆） |
| 5 dodatkowych kresek   | 亨 亩 亪            |
| 6 dodatkowych kresek   | 享 京               |
| 7 dodatkowych kresek   | 亭 亮 亯 亰 亱 亲   |
| 8 dodatkowych kresek   | 亳                  |
| 10 dodatkowych kresek  | 亴 亵               |
| 11 dodatkowych kresek  | 亶 亷               |
| 14 dodatkowych kresek  | 亸（簡軆）          |
| 19 dodatkowych kresek  | 亹                  |

## Kodowanie
| Znak                   | 亠             | 亠             |
| ---------------------- | -------------- | -------------- |
| Nazwa w Unikodzie      | Ideograph head | Ideograph head |
| Kodowanie              | dziesiątkowo   | szesnastkowo   |
| Unicode                | 20128          | U+4EA0         |
| UTF-8                  | 228 186 160    | e4 ba a0       |
| Odwołania znakowe SGML | &#20128;       | &#x4EA0;       |